# Salaryman
Salaryman (サラリーマン sararīman?,  literalmente «hombre asalariado») es el término por el cual los japoneses designan a los trabajadores de bajo rango de una empresa. Esta palabra, aunque está tomada del inglés salary (sueldo) y man (hombre), en realidad es un neologismo originario del idioma japonés (wasei-eigo). El uso frecuente del término por parte de las empresas japonesas y su difusión a través del manga ha llevado a que se extienda su uso en los países de habla inglesa para designar a los trabajadores japoneses de cuello blanco.

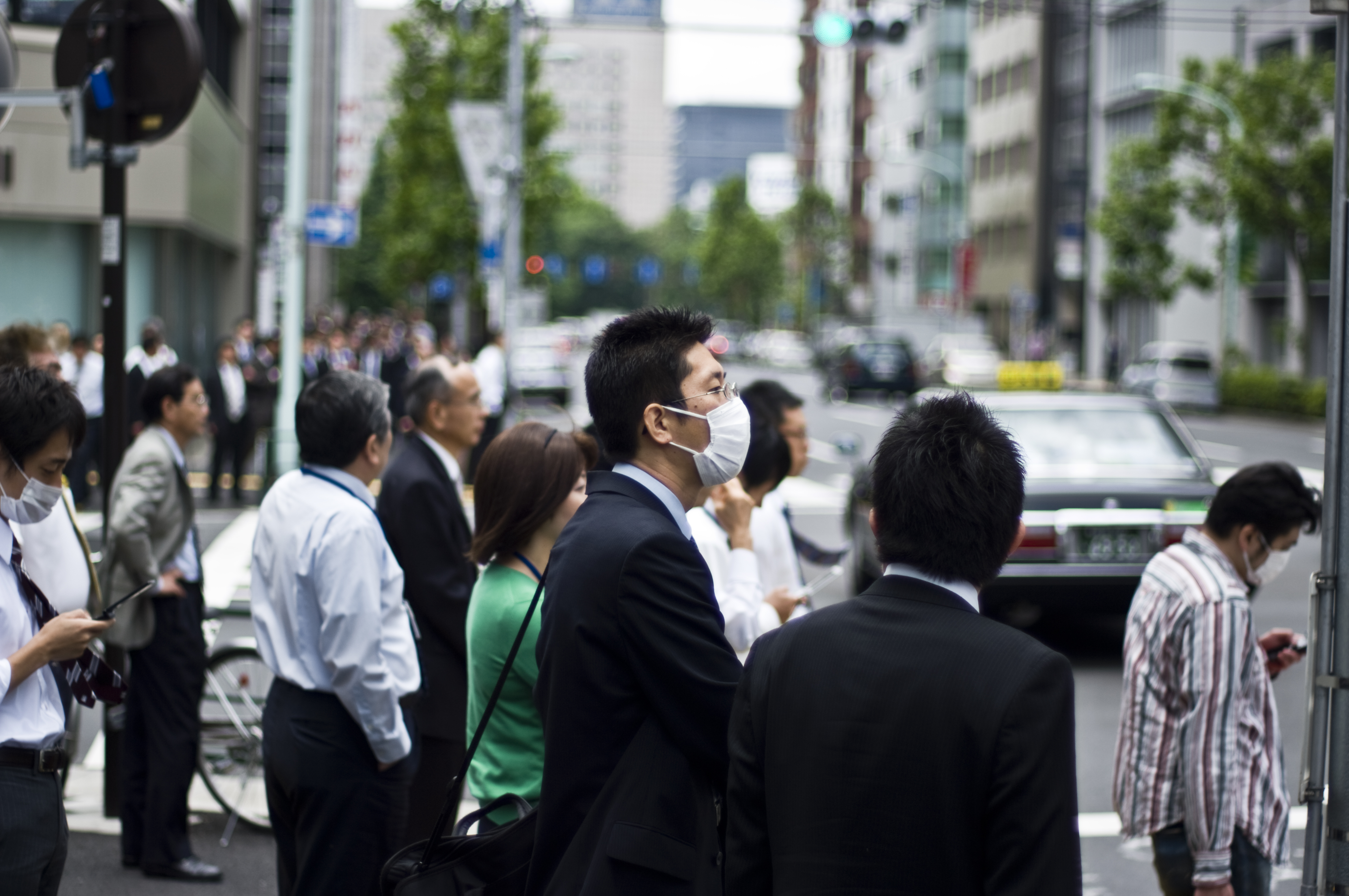
Salarymen en Tokio.

Las connotaciones del término han evolucionado con el tiempo: después de la Segunda Guerra Mundial, el trabajo de asalariado se consideraba un puesto estable, que garantizaba un estatus social acomodado y respetable; en su acepción moderna, el término ha adquirido cierto matiz peyorativo, ya que se asocia con largas jornadas de trabajo, prestigio medio (superior a los trabajadores manuales, pero inferior a los altos jerarcas), ausencia de otras fuentes de ingresos que no sean el sueldo, total dependencia del empresario, falta de iniciativa e individualidad, esclavitud salarial y karōshi (muerte por exceso de trabajo).

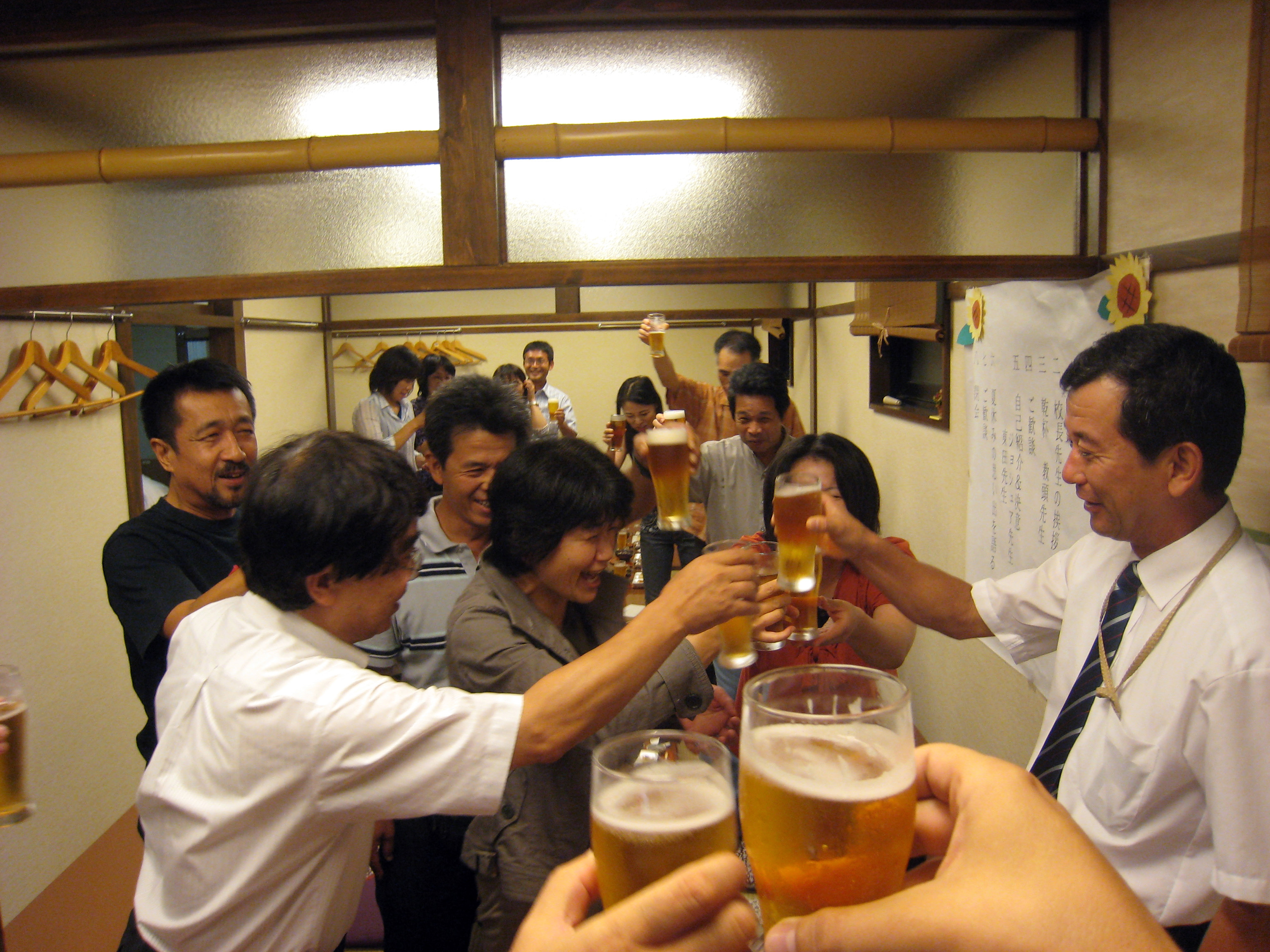
Velada nomikai entre salarymen para relajarse después del trabajo. Suele ser el jefe el que propone ir de nomikai y resulta difícil para los subordinados negarse.

En la cultura japonesa, generalmente se considera más importante trabajar por el bien de toda la sociedad que por el de uno mismo. Por tanto, se espera que los salarymen antepongan su trabajo a todo lo demás, trabajen largas jornadas y hagan muchas horas extras, y que participen en actividades con sus compañeros después del trabajo, como beber en fiestas nomikai, cantar en karaokes y frecuentar hostess bars. Por lo general, el salaryman se incorpora a la empresa en un proceso de contratación colectiva de recién licenciados y se queda en ella de por vida. En la conservadora cultura japonesa, se espera que los jóvenes se incorporen a una empresa, y los que no siguen este camino profesional son vistos con menor consideración y prestigio. El hecho de querer poner en marcha una empresa propia (startup) no suele estar bien visto porque implica un alto potencial de fracaso.
El término es exclusivamente masculino; para mujeres se usa career woman (キャリアウーマン kyariaūman?,  "mujer de carrera") o, para puestos de menor rango y responsabilidad, office lady (オフィスレディー?  ofisuredī, "señora de oficina").

## Historia

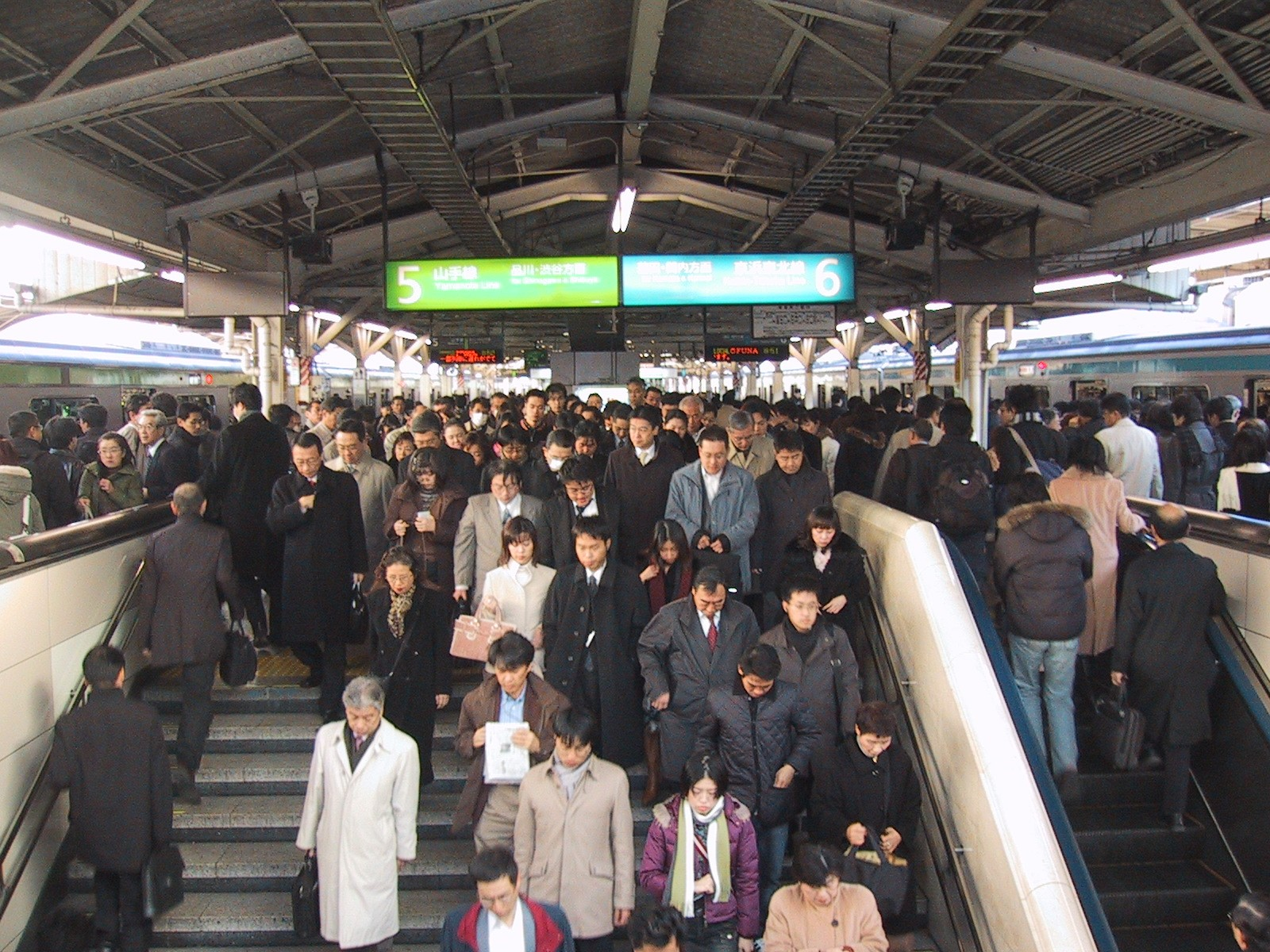
Salarymen tomando el tren en la Estación de Tokio para ir a trabajar.

El término, que se generalizó en Japón en la década de 1930, hace referencia a los asalariados varones de empresas y corporaciones, a excepción de los que ocupan puestos ejecutivos y directivos. El período de prosperidad y crecimiento económico que vivió el país nipón desde el final de la Segunda Guerra Mundial favoreció el surgimiento de unas "nuevas clases medias" que sustituyeron a la "viejas clases medias", las cuales vieron disminuida su influencia en favor de los empleados de las grandes corporaciones empresariales y de las burocracias gubernamentales. Estos últimos, debido a su posibilidad de disponer de unos ingresos fijos, fueron designados con el término salaryman, el cual, sin embargo, no se utiliza para designar a cualquier persona cuyos ingresos provengan de un salario, sino sólo para la categoría específica de los trabajadores de cuello blanco de empresas y oficinas gubernamentales. No están incluidos en el término los trabajadores de la mizu shōbai (vida nocturna) y de la industria del espectáculo (incluidos los actores y cantantes). Del mismo modo, también quedan excluidos los médicos, los ingenieros, los abogados, los contables, los músicos, los artistas, los políticos, los autónomos y los ejecutivos de empresas.
Históricamente, el gobierno japonés ha favorecido a las grandes corporaciones sobre las pequeñas iniciativas empresariales. Durante la Era Meiji (1868-1912) se impulsó el desarrollo de las industrias pesadas, que necesitan grandes economías de escala, promulgando leyes y elaborando políticas específicas en beneficio de las grandes empresas. Sin embargo, debido a la crisis económica que afectó a Japón en la década de 1990, la figura del salaryman sufrió una reducción radical. De hecho, con el estallido de la burbuja especulativa, muchos empresarios se vieron obligados a despedir a sus empleados, lo que suponía una violación del contrato social establecido tras la Segunda Guerra Mundial, según el cual el empleo garantizado de por vida era la norma. En la década de los 2000, cada vez más empresas japonesas empezaron a contratar nuevo personal por períodos cortos o a tiempo parcial, acabando con la tradición de que las empresas trataran a los trabajadores de cuello blanco como si fueran miembros de la familia, en lugar de empleados. Esta actitud paternalista era la recompensa por conducir al país hacia la industrialización y la modernización, establecer una sólida clase media y proporcionar estabilidad al país durante su etapa de crecimiento económico.

## Imagen social

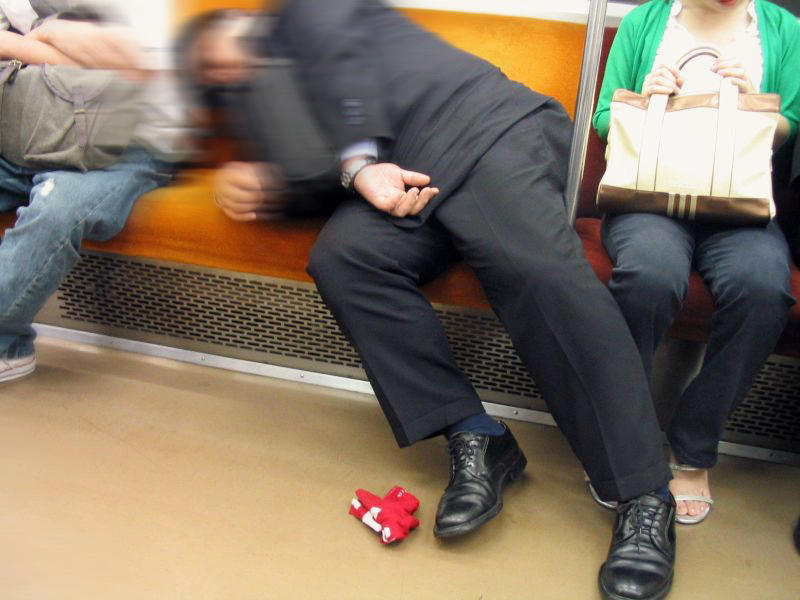
Un salaryman dormido en el metro de Tokio después de un largo día de trabajo.

La descripción clásica del salaryman es la de un empleado varón de cuello blanco cuyo salario suele depender "de sus capacidades individuales más que de su antigüedad". Los salarymen se caracterizan por trabajar muchas horas, en algunos casos hasta más de ochenta a la semana. A menudo sucede que, debido a su intenso ritmo de trabajo, el salaryman no tiene tiempo para formar una familia y su trabajo se convierte en un compromiso para toda la vida. Las empresas suelen contratarlos nada más acabar el bachillerato o la universidad, y lo normal es que se queden en ellas hasta que se jubilen, en torno a los 55 o 60 años. Como recompensa por su lealtad, es muy raro que los despidan, salvo en circunstancias extremas. También existe la creencia de que "la cantidad de tiempo que se pasa en el lugar de trabajo guarda correlación con la eficiencia percibida del empleado".
Dado que la vida de un salaryman gira en torno a su trabajo y que en las actividades que realiza fuera de él suelen participar sus compañeros, la distancia entre él y su trabajo es muy reducida. Esta circunstancia ha dado lugar a una serie de nombres despectivos para referirse a ellos: 社畜 (shachiku, literalmente "ganado corporativo", en referencia a la esclavitud salarial), 会社の犬 (kaisha no inu, "perro de empresa"), y 企業戦士 (kigyō senshi, "soldado corporativo").
Desde la época posterior a la crisis de los 90, la figura del salaryman japonés es retratada en el manga, el anime y los medios de comunicación como un estereotipo triste, casi ridículo, de un padre y marido que se ausenta de su hogar durante largos periodos de tiempo y que es completamente dependiente de su empresa. Debido a esta percepción negativa, las comunidades están cada vez menos dispuestas a ayudar al salaryman con sus problemas emocionales, como la depresión, el temor a ir al trabajo, el miedo a volver a casa desde el trabajo y la tensión nerviosa, que en ocasiones puede desembocar en suicidios y karōshi, las muertes por exceso de trabajo.

### Entretenimiento

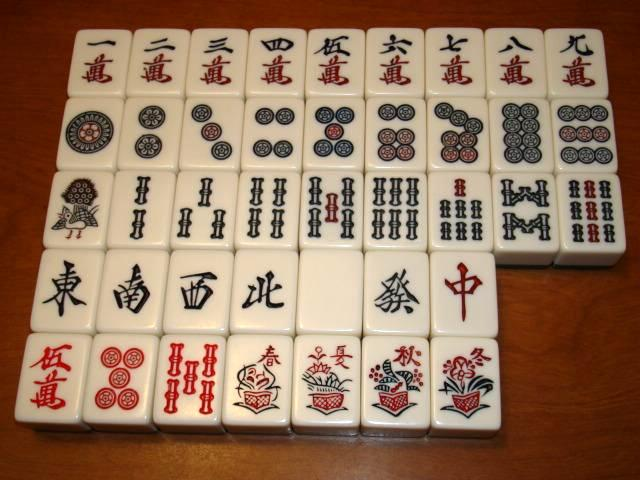
Piezas de mahjong

Las transformaciones sociales han contribuido a diversificar considerablemente la vida del salaryman fuera del trabajo. Si bien la importancia del consumo social de alcohol no ha disminuido, su imagen ha cambiado con el tiempo, pasando de las fiestas multitudinarias en la época de la burbuja económica al consumo moderado en el hogar tras el colapso económico de los años 90. El mahjong era un juego que gozaba de gran popularidad entre la generación de salarymen de los 60, que lo introdujeron en los círculos de la empresa directamente desde los grupos del instituto y la universidad. La generación de los 70 fue testigo de un descenso gradual del número de aficionados, y ya en los 80 era habitual no mostrar ningún interés.
El golf adquirió una gran popularidad durante los años de la burbuja económica, durante los cuales los pases para los clubes de golf eran un instrumento útil para ganarse el favor de los altos ejecutivos. Muchos salarymen de rango medio se vieron empujados a practicar este deporte para participar en eventos de golf con sus superiores. El estallido de la burbuja económica comportó el cierre de muchos campos, y el ritual de jugar al golf con ejecutivos es cada vez menos habitual. No obstante, algunos de los salarymen de hoy en día conservan la práctica de este deporte de sus tiempos de estudiantes, y sigue siendo considerada una afición cara para un salaryman.

## Datsusara
El exigente ritmo de vida que impone la profesión de asalariado ha contribuido a generar un creciente interés por el emprendimiento independiente en Japón, en detrimento de la vida corporativa. El término que se emplea para referirse a este fenómeno es datsusara (脱サラ?   literalmente "renunciar a la vida de asalariado"), y se considera la principal opción para quienes deciden huir del conformismo de la sociedad japonesa, donde encontrar un trabajo en una empresa sigue siendo la norma.
El término datsusara hace referencia al abandono de un trabajo de asalariado para dedicarse a otro mejor o más placentero, a menudo como autónomo. Por ejemplo, crear una empresa propia (diseño de páginas web, venta por internet, consultoría, etcétera), obtener una cualificación profesional para ejercer un oficio de artesano, dedicarse a actividades creativas (escritor, dibujante, fotógrafo, ilustrador, etc.), o abrir un restaurante o comercio (incluidas las franquicias).